# Het Huis van Looy

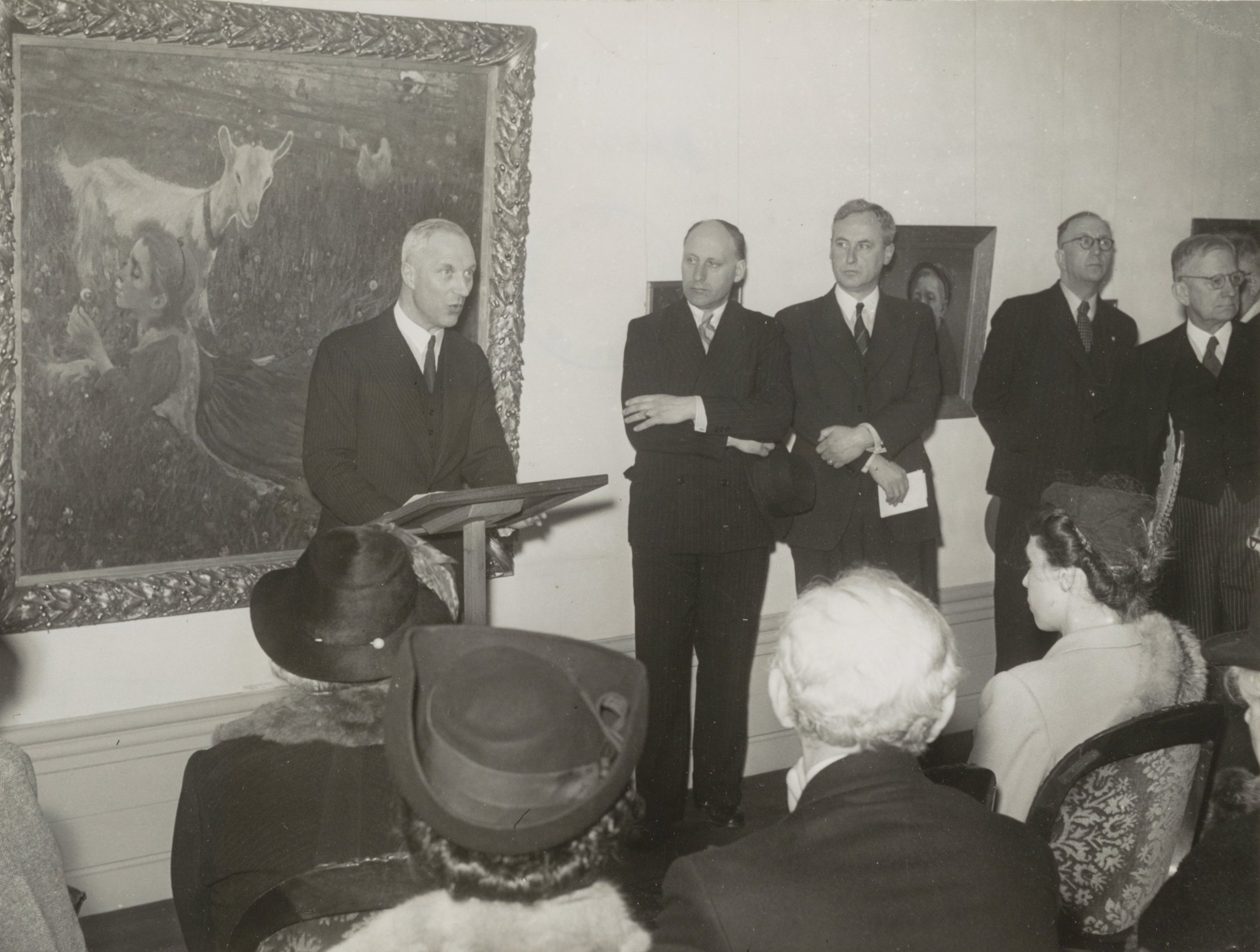
Opening van Museum Het huis van Looy in 1949 door de Haarlemse burgemeester Cremers

Het Huis van Looy is een voormalig museum in Haarlem aan de Kleine Houtweg 103, dat was gewijd aan het werk van schrijver en schilder Jacobus van Looy.

## Geschiedenis
Na de dood van Van Looy in 1930 wilde zijn echtgenote Titia van Looy-van Gelder de herinnering aan het werk van Van Looy levend houden. Zij liet in 1933 een door de architect Jan Gratama ontworpen museumzaal - met voorzijde aan de Haarlemse Voorhoutstraat - bouwen. Bij gemeenteraadsbesluit was het perceel vanaf de Voorhoutsstraat - grenzend aan de tuin van de Kleine Houtweg - hiervoor in erfpacht gegeven. Na haar dood in 1940 liet Van Looy-van Gelder het woonhuis en het museum - samen Museum Het huis van Looy - na aan de gemeente Haarlem.
Na de Tweede Wereldoorlog besloot de gemeente het legaat niet te aanvaarden, vooral omdat Van Looy-van Gelder had bepaald dat in het woonhuis niets veranderd mocht worden. Het huis en de gehele collectie werden in 1948 door de erven geveild. Het kon deels worden gered doordat het in allerijl opgericht comité 'Het Huis van Looy' - dankzij giften ter grootte van 14.000 gulden van particulieren en de overheid - in staat was een zeer belangrijk deel van de nalatenschap te kopen. De gemeente Haarlem kocht voor 10.250 gulden het museumdeel en enige tijd later ook het woonhuis. Het comité ging in 1949 over in de 'Stichting Het Huis Van Looy', waaraan de gemeente de woning en het museum ter beschikking stelde. Van 13 april 1949 tot 1967 was een keuze uit de collectie te zien in Museum Het Huis Van Looy gelegen aan de Kleine Houtweg 103 in Haarlem. Er bevond zich ook een toegang tot het museum vanaf de Kamperlaan. Het woonhuis werd bewoond door H.P. Baard, directeur van het Frans Hals Museum.
Na sluiting van het museum werd de collectie als langdurig bruikleen ondergebracht in het Frans Hals Museum in Haarlem. De Stichting kreeg vanaf 1970 de naam 'Stichting Jacobus van Looy'. In het Frans Hals Museum werd op de eerste verdieping een zaal ingericht met objecten en kunstvoorwerpen uit de verzameling van Van Looy. De collectie werd later regelmatig uitgebreid met aankopen en schenkingen. Het Teylers Museum in Haarlem heeft enkele schilderijen en een collectie van tekeningen in bezit, waaronder veel tekeningen en schetsen die zijn gemaakt tijdens Van Looy zijn Prix-de-Rome-reis van 1885-1886 naar Italië, Spanje en Marokko.
De Stichting Jacobus van Looy heeft per 28 maart 2019 de schilderijen, tekeningen, manuscripten, boeken, brieven en memorabilia in eigendom overgedragen aan de gemeente Haarlem. De tekeningen, manuscripten, boeken en memorabilia zijn opgenomen in de collectie van het Noord-Hollands Archief te Haarlem. De schilderijen bevinden zich in de collectie van het Frans Hals Museum. Per 1 mei 2019 werd de Stichting Jacobus van Looy opgeheven.